# Жеплин (Малопольское воеводство)
Же́плин (пол. Rzeplin) — село в Польше в сельской гмине Скала Краковского повета Малопольского воеводства.

## География
Село располагается в 4 км от административного центра гмины Скала и в 17 км от административного центра воеводства города Краков. Село разделяется на три неформальные части Липки, Полянки и Сценгна.
В 1975—1998 годах село входило в состав Краковского воеводства.

## Население
По состоянию на 2013 год в селе проживало 488 человека.
| 1827 | 2013 |
| ---- | ---- |
| 224  | 448  |

| Перепись  | Всего   | Всего | Женщины | Женщины | Мужчины | Мужчины |
| --------- | ------- | ----- | ------- | ------- | ------- | ------- |
| Единицы   | человек | %     | человек | %       | человек | %       |
| Население | 488     | 100   | 239     | 48,77   | 249     | 51,23   |

## Достопримечательности

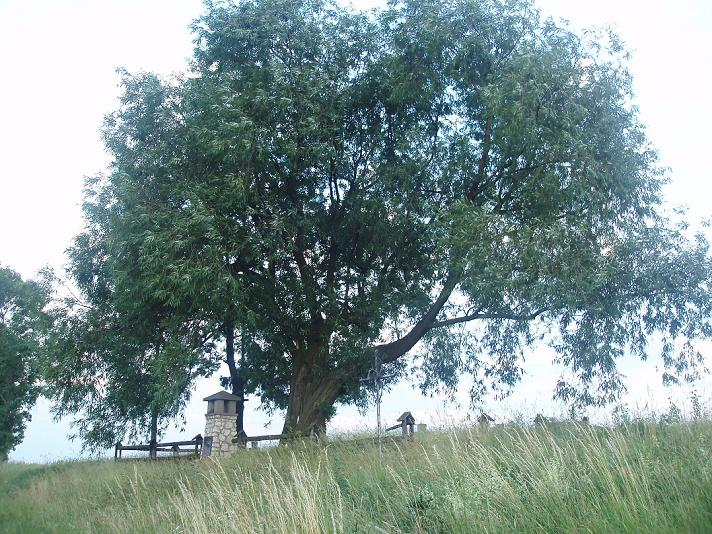
Братская могила времён Первой мировой войны

- Усадьба второй половиныx IX века, около которой находится большое кладбище с братскими могилами российских и австрийских солдат, погибших 16 — 25 ноября 1914 года в боях за село во время Первой мировой войны.